# Бласак
Бласак (фр. Blassac) насеље је и општина у централној Француској у региону Оверња, у департману Горња Лоара која припада префектури Бријуд.
По подацима из 2005. године у општини је живело 137 становника, а густина насељености је износила 10.9 становника/km². Општина се простире на површини од 12,56 km². Налази се на средњој надморској висини од 518 метара (максималној 953 m, а минималној 441 m).

## Демографија
| 1962. | 1968. | 1975. | 1982. | 1990. | 1999. | 2011. |
| ----- | ----- | ----- | ----- | ----- | ----- | ----- |
| 190   | 174   | 146   | 143   | 130   | 121   | 152   |

График промене броја становника у току последњих година